# Lenny Rodrigues
Lenny Rodrigues (Goa, 10 maggio 1987) è un calciatore indiano, centrocampista dell'Hyderabad.

## Statistiche

### Presenze e reti nei club
| Stagione               | Club                   | Campionato             | Campionato | Campionato | Coppe nazionali | Coppe nazionali | Coppe nazionali | Coppe continentali | Coppe continentali | Coppe continentali | Supercoppe | Supercoppe | Supercoppe | Totale | Totale |
| Stagione               | Club                   | Comp                   | Pres       | Reti       | Comp            | Pres            | Reti            | Comp               | Pres               | Reti               | Comp       | Pres       | Reti       | Pres   | Reti   |
| ---------------------- | ---------------------- | ---------------------- | ---------- | ---------- | --------------- | --------------- | --------------- | ------------------ | ------------------ | ------------------ | ---------- | ---------- | ---------- | ------ | ------ |
| 2018-2019              | Goa                    | ISL                    | 18+3       | 0          | SC              | 4               | 0               | -                  | -                  | -                  | -          | -          | -          | 25     | 0      |
| 2019-2020              | Goa                    | ISL                    | 18+2       | 2          | SC              | 0               | 0               | -                  | -                  | -                  | -          | -          | -          | 20     | 2      |
| 2020-feb.2021          | Goa                    | ISL                    | 9          | 0          | SC              | 0               | 0               | AFC                | -                  | -                  | -          | -          | -          | 9      | 0      |
| feb.-giu. 2021         | ATK Mohun Bagan        | ISL                    | 6+3        | 0          | -               | -               | -               | AFC Cup            | 4                  | 0                  | -          | -          | -          | 13     | 0      |
| 2021-2022              | ATK Mohun Bagan        | ISL                    | 18+1       | 0          | -               | -               | -               | AFC Cup            | 2                  | 0                  | -          | -          | -          | 21     | 0      |
| 2022-gen.2023          | ATK Mohun Bagan        | ISL                    | 9          | 1          | SC              | -               | -               | -                  | -                  | -                  | DC         | 1          | 1          | 10     | 2      |
| Totale ATK Mohun Bagan | Totale ATK Mohun Bagan | Totale ATK Mohun Bagan | 37         | 1          |                 | 0               | 0               |                    | 6                  | 0                  |            | 1          | 1          | 44     | 2      |
| gen.-giu. 2023         | Goa                    | ISL                    | 2          | 0          | SC              | 3               | 0               | -                  | -                  | -                  | DC         | -          | -          | 5      | 0      |
| Totale Goa             | Totale Goa             | Totale Goa             | 52         | 2          |                 | 7               | 0               |                    | -                  | -                  |            | -          | -          | 59     | 2      |
| 2023-2024              | Odisha                 | ISL                    | 19+3       | 0          | SC              | 4               | 0               | AFC Cup            | 6                  | 0                  | DC         | 0          | 0          | 32     | 0      |
| 2024-2025              | Hyderabad              | ISL                    | 11         | 0          | SC              | 0               | 0               | -                  | -                  | -                  | -          | -          | -          | 11     | 0      |
| Totale Carriera        | Totale Carriera        | Totale Carriera        | 122        | 3          |                 | 11              | 0               |                    | 12                 | 0                  |            | 1          | 1          | 146    | 4      |

### Cronologia presenze e reti in Nazionale
| Cronologia completa delle presenze e delle reti in nazionale ― India | Cronologia completa delle presenze e delle reti in nazionale ― India | Cronologia completa delle presenze e delle reti in nazionale ― India | Cronologia completa delle presenze e delle reti in nazionale ― India | Cronologia completa delle presenze e delle reti in nazionale ― India | Cronologia completa delle presenze e delle reti in nazionale ― India | Cronologia completa delle presenze e delle reti in nazionale ― India | Cronologia completa delle presenze e delle reti in nazionale ― India |
| Data                                                                 | Città                                                                | In casa                                                              | Risultato                                                            | Ospiti                                                               | Competizione                                                         | Reti                                                                 | Note                                                                 |
| -------------------------------------------------------------------- | -------------------------------------------------------------------- | -------------------------------------------------------------------- | -------------------------------------------------------------------- | -------------------------------------------------------------------- | -------------------------------------------------------------------- | -------------------------------------------------------------------- | -------------------------------------------------------------------- |
| 15-11-2013                                                           | Siliguri                                                             | India                                                                | 1 – 1                                                                | Filippine                                                            | Amichevole                                                           | -                                                                    |                                                                      |
| 05-03-2014                                                           | Goa                                                                  | India                                                                | 2 – 2                                                                | Bangladesh                                                           | Amichevole                                                           | -                                                                    |                                                                      |
| 12-03-2015                                                           | Guwahati                                                             | India                                                                | 0 – 0                                                                | Nepal                                                                | Qual. Mondiali 2018                                                  | -                                                                    | 75’                                                                  |
| 17-03-2015                                                           | Kathmandu                                                            | Nepal                                                                | 0 – 0                                                                | India                                                                | Qual. Mondiali 2018                                                  | -                                                                    | 46’                                                                  |
| Totale                                                               |                                                                      | Presenze                                                             | 4                                                                    |                                                                      | Reti                                                                 | 0                                                                    |                                                                      |

## Palmarès

### Club

#### Competizioni nazionali
- I-League: 1

Churchill Brothers: 2012-2013
- Coppa della Federazione: 1

 Bengaluru: 2016-2017
- Super Cup: 2

 Bengaluru: 2018
 FC Goa: 2019
- ISL Shield: 1

FC Goa:2019-2020